# Такара Рьоко
Такара Рьоко (яп. 高良 亮子; нар. 9 квітня 1990) — японська футболістка. Вона грала за збірну Японії.

## Клубна кар'єра
У 2009 році дебютувала в «МЛАК Кобе Леонесса». 2013 року вона перейшла до «Веґальта Сендай». 2017 року підписала контракт з клубом «LSK Kvinner». Наприкінці сезону 2017 року вона пішла на пенсію.

## Кар'єра в збірній
Дебютувала у збірній Японії 22 вересня 2013 року в поєдинку проти Нігерії. З 2013 по 2015 рік зіграла 3 матчі в національній збірній.

## Статистика виступів
| Збірна Японії | Збірна Японії | Збірна Японії |
| Рік           | Матчі         | Голи          |
| ------------- | ------------- | ------------- |
| 2013          | 1             | 0             |
| 2014          | 0             | 0             |
| 2015          | 2             | 0             |
| Загалом       | 3             | 0             |